# Jabal al-Lawz
Jabal al-Lawz ( em árabe: جَبَل ٱللَّوْز   ), também conhecido como Gebel el-Lawz, é um monte localizado no noroeste da Arábia Saudita, perto da fronteira com a Jordânia, a leste do Golfo de Aqaba a 2 580 metros (8 500 pé) acima do nível do mar. O nome significa 'montanha de amêndoas '. O pico de Jabal al-Lawz consiste em um granito calcário-alcalino de cor clara que é invadido por diques de riolito e andesito que geralmente se dirigem para o leste.
Entre 1300 e 2200 metros de altitude, Jabal al-Lawz tem remanescentes de Juniperus phoenicea da ecoregião Bosque do Mediterrâneo Oriental, com um sub-bosque de Achillea santolinoides, Artemisia sieberi e Astracantha echinus subsp. arabica .
Nas discussões sobre a localização do Monte Sinai bíblico, o Jabal Maqlā ('Montanha Queimada') muitas vezes é considerado como sendo o Jabal al-Lawz por vários autores, como Bob Cornuke, Ron Wyatt e Lennart Möller, conforme indicado por mapas locais e regionais  e observado por outros investigadores. Ao contrário do verdadeiro Jabal al-Lawz, o topo do Jabal Maqlā consiste principalmente de hornfels de cor escura derivados de rochas vulcânicas metamorfizadas que originalmente eram fluxos de lava silícica e máfica, brechas de tufo e rochas verdes fragmentadas. As encostas médias e inferiores de Jabal Maqlā consistem em granito de cor clara, que se intrometeu nos hornfels sobrepostos. Este é o mesmo granito que compõe Jabal al-Lawz. Jabal Maqla fica cerca de 7 quilômetros ao sul e alguns centenas de metros mais baixo.
Alegações feitas por alguns escritores, incluindo Bob Cornuke, Ron Wyatt e Lennart Moller, de que o Jabal Maqlā, possivelmente identificado como Jabal al-Lawz, é o verdadeiro Monte Sinai bíblico, foram rejeitadas por estudiosos como James Karl Hoffmeier (Professor de Antigo Testamento e História e Arqueologia do Antigo Oriente Próximo), que detalha o que ele chama de "erros monumentais" de Cornuke.
Os restos tanto de pilares como de montoados no local foram descritos como "semelhantes a montoados de rocha de uso incerto e muitas vezes de data incerta encontrados em outros locais do norte e oeste da Arábia".